# Округ Ганисон (Колорадо)
Ганисон (енгл. Gunnison County) је округ у америчкој савезној држави Колорадо. По попису из 2010. године број становника је 15.324. Седиште округа је град Ганисон.

## Демографија
Према попису становништва из 2010. у округу је живело 15.324 становника, што је 1.368 (9,8%) становника више него 2000. године.
| Група             | 2000.          | 2010.          |
| Белци             | 12.886 (92,3%) | 13.658 (89,1%) |
| Афроамериканци    | 68 (0,5%)      | 48 (0,3%)      |
| Азијати           | 75 (0,5%)      | 100 (0,7%)     |
| Хиспаноамериканци | 700 (5,0%)     | 1.255 (8,2%)   |
| Укупно            | 13.956         | 15.324         |